# Estigmene acrea
Estigmene acrea is een vlinder uit de familie spinneruilen (Erebidae), onderfamilie beervlinders (Arctiinae). De wetenschappelijke naam van de soort is voor het eerst geldig gepubliceerd in 1773 door Drury.
Deze nachtvlinder komt met name voor in Noord-Amerika.

## Kenmerken
De kop en het borststuk zijn wit en het achterlijf is geeloranje met een rij zwarte vlekken. De voorvleugel is wit met een variabel patroon van zwarte vlekken, waarbij sommige individuen geen vlekken hebben. De achtervleugel is geeloranje bij mannetjes en wit bij vrouwtjes. Beide geslachten hebben drie of vier zwarte vlekken of vlekken op de achtervleugels. De spanwijdte meet 4,5 tot 6,8 cm.

## Vlucht
Deze mot wordt over het algemeen gezien van mei tot augustus, maar wordt het hele jaar door gezien in het zuiden van Florida en het zuiden van Texas.

## Levenscyclus
De gelige eieren worden in clusters op de bladeren van de waardplant gelegd. De larve wordt ongeveer 5 cm lang, is zeer variabel van kleur, variërend van lichtgeel tot roestig oranjebruin tot donkerbruinzwart. Het is harig, met talrijke zachte haren, die in plukjes groeien (meerdere plukjes op elk segment), met een paar individuele haren die langer zijn aan het uiteinde van het lichaam. De borst- en buiksegmenten hebben een paar rijen oranje of zwarte wratten, en er is één kleine witte stip per segment aan beide zijden van het lichaam. Hij verpopt zich in een cocon, gedeeltelijk gemaakt van zijn eigen haar, meestal door zichzelf in een blad of ander afval te wikkelen. Terwijl hij zich in de cocon bevindt, blijft hij de hele winter een larve, verpopt hij in de lente en komt hij in het late voorjaar als volwassene tevoorschijn. In de zuidelijke delen van zijn verspreidingsgebied kunnen er meerdere generaties per jaar voorkomen.

## Waardplanten
Waardplanten die door de rups worden gebruikt, zijn onder meer paardenbloemen, kool, katoen, walnoten, appel, tabak, erwten, aardappelen, klavers en maïs.

## Foto's

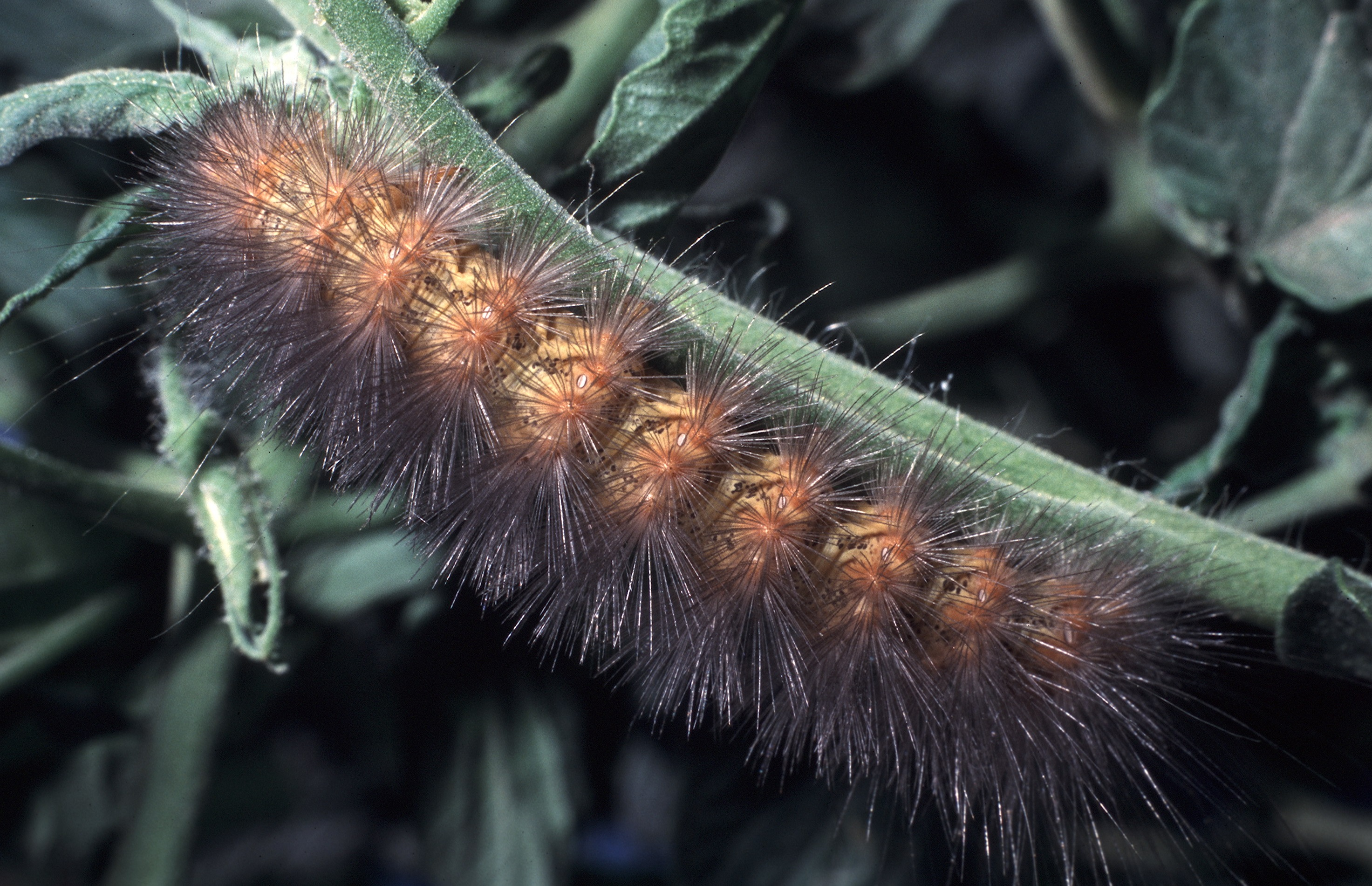
Rups
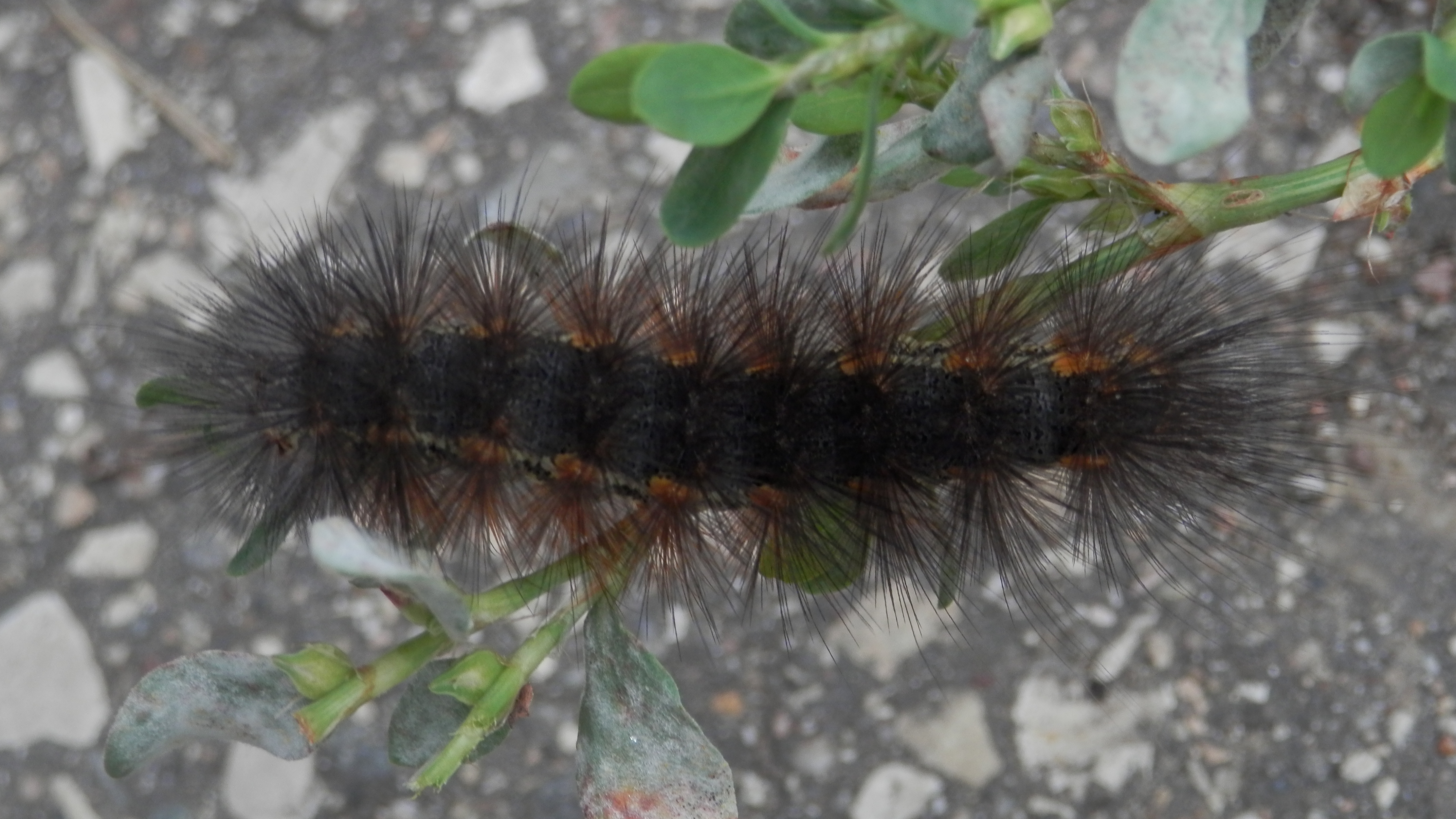
Zijzicht rups
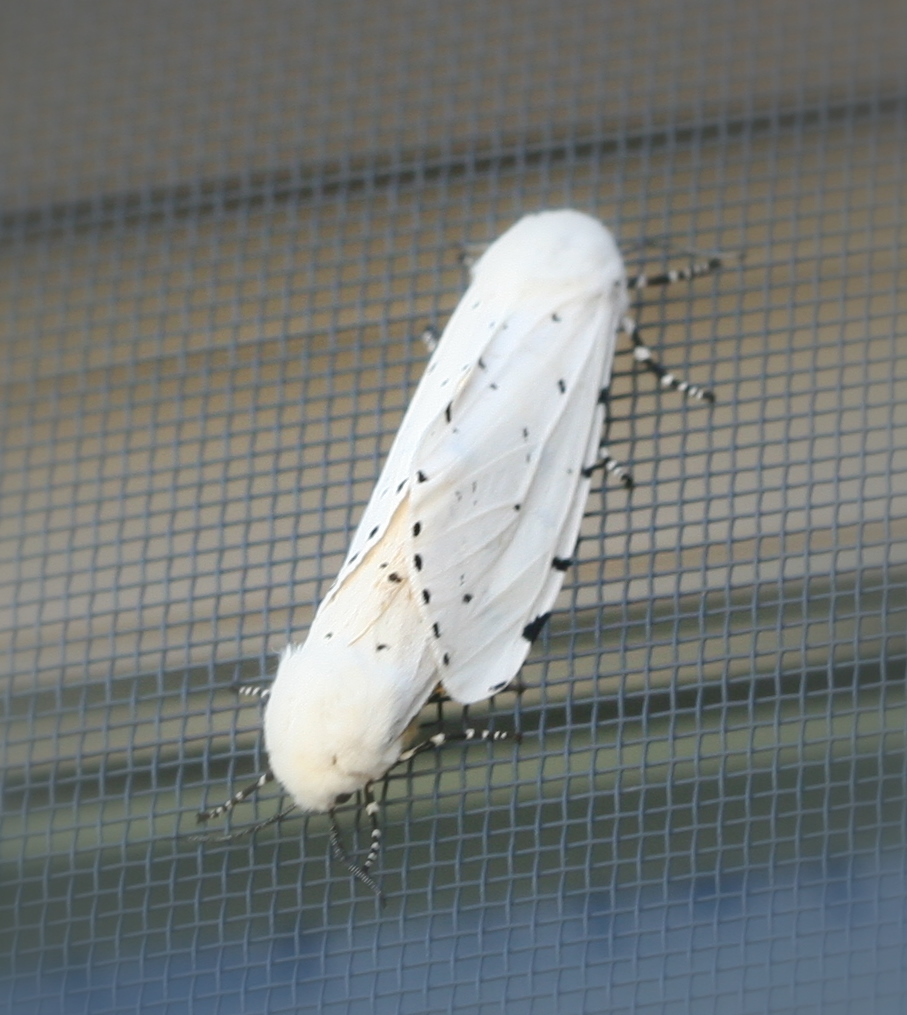
Voortplanting
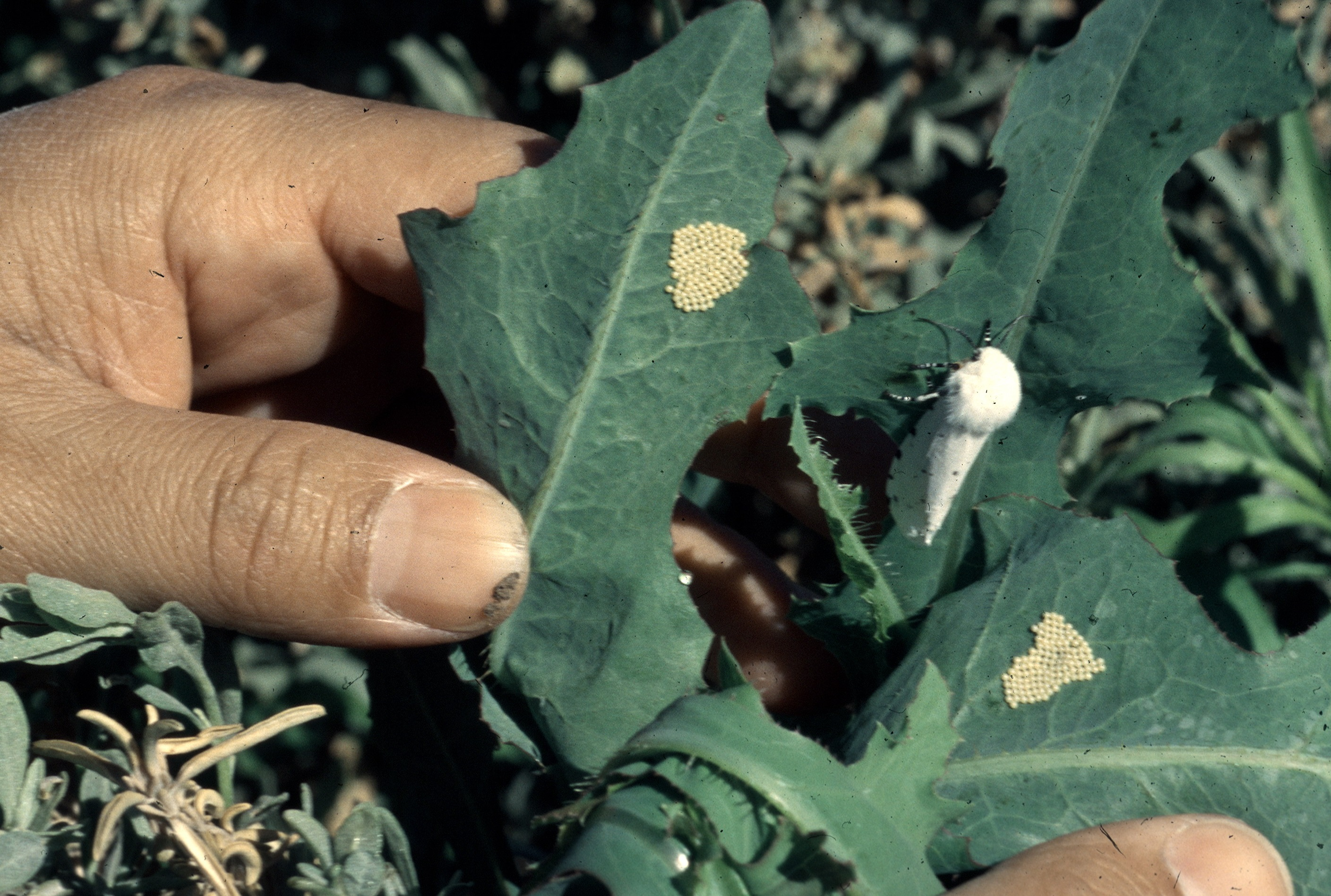
Blad met imago en eitjes